# Distrito electoral federal 1 de Yucatán

Integración del Distrito I de Yucatán.

El I Distrito Electoral Federal de Yucatán es uno de los 300 Distritos Electorales en los que se encuentra dividido el territorio de México y uno de los 5 en los que se divide el Yucatán. Su cabecera es la ciudad de Valladolid.
Desde la redistritación de 2005 está formado por la mitad oriente del estado, siendo el distrito más grande territorialmente de Yucatán.

## Distritaciones anteriores
El I Distrito Electoral Federal de Yucatán fue hasta la LVII Legislatura, el territorio que comprende la Ciudad de Mérida con algunas de sus comisarías rurales. A partir de la LVIII Legislatura la ley estableció una nueva distritación que llevó el I Distrito hacia el oriente del estado como podrá verse en los mapas distritales actuales.

### Distritación 1996 - 2005
Su territorio muy parecido, sin embargo, ocupaba un mayor sector de la costa norte del estado.

## Diputados por el distrito
| Legislatura   | Periodo                                           | Diputado                     | Grupo parlamentario                  |
| ------------- | ------------------------------------------------- | ---------------------------- | ------------------------------------ |
| I             | 7 de diciembre de 1857-17 de mayo de 1861         |                              |                                      |
| II            | mayo de 1861-mayo de 1863                         |                              |                                      |
| III           | 20 de octubre de 1863-1865                        |                              |                                      |
| IV            | 5 de noviembre de 1867-14 de septiembre de 1868   |                              |                                      |
| V             | 15 de septiembre de 1869-15 de septiembre de 1871 |                              |                                      |
| VI            | 15 de septiembre de 1871-15 de septiembre de 1873 |                              |                                      |
| VII           | 15 de septiembre de 1873-15 de septiembre de 1875 |                              |                                      |
| VIII          | 15 de septiembre de 1875-22 de mayo de 1878       |                              |                                      |
| IX            | 2 de septiembre de 1878-15 de septiembre de 1880  |                              |                                      |
| X             | 16 de septiembre de 1880-15 de septiembre de 1882 |                              |                                      |
| XI            | 16 de septiembre de 1882-15 de septiembre de 1884 |                              |                                      |
| XII           | 16 de septiembre de 1884-15 de septiembre de 1886 |                              |                                      |
| XIII          | 16 de septiembre de 1886-15 de septiembre de 1888 |                              |                                      |
| XIV           | 16 de septiembre de 1888-15 de septiembre de 1890 |                              |                                      |
| XV            | 16 de septiembre de 1890-15 de septiembre de 1892 |                              |                                      |
| XVI           | 16 de septiembre de 1892-15 de septiembre de 1894 |                              |                                      |
| XVII          | 16 de septiembre de 1894-15 de septiembre de 1896 |                              |                                      |
| XVIII         | 16 de septiembre de 1896-15 de septiembre de 1898 |                              |                                      |
| XIX           | 16 de septiembre de 1898-15 de septiembre de 1900 |                              |                                      |
| XX            | 16 de septiembre de 1900-15 de septiembre de 1902 |                              |                                      |
| XXI           | 16 de septiembre de 1902-15 de septiembre de 1904 |                              |                                      |
| XXII          | 16 de septiembre de 1904-15 de septiembre de 1906 |                              |                                      |
| XXIII         | 16 de septiembre de 1906-15 de septiembre de 1908 |                              |                                      |
| XXIV          | 16 de septiembre de 1908-15 de septiembre de 1910 |                              |                                      |
| XXV           | 16 de septiembre de 1910-15 de septiembre de 1912 |                              |                                      |
| XXVI          | 16 de septiembre de 1912-22 de agosto de 1913     | Serapio Rendón               |                                      |
| XXVI (bis)    | 16 de noviembre de 1913-5 de agosto de 1914       |                              |                                      |
| Constituyente | 1 de diciembre de 1916-5 de febrero de 1917       | Antonio Ancona Albertos      |                                      |
| XXVII         | 15 de abril de 1917-31 de agosto de 1918          | Antonio Ancona Albertos      |                                      |
| XXVIII        | 1 de septiembre de 1918-31 de agosto de 1920      | Agustín Franco Villanueva    |                                      |
| XXIX          | 1 de septiembre de 1920-21 de julio de 1921       | Felipe Carrillo Puerto       |                                      |
| XXIX          | 22 de julio de 1921-31 de agosto de 1922          | Gustavo Arce Correa          |                                      |
| XXX           | 1 de septiembre de 1922-31 de agosto de 1924      | José Castillo Torre          |                                      |
| XXXI          | 1 de septiembre de 1924-31 de agosto de 1926      | José E. Ancona               |                                      |
| XXXII         | 1 de septiembre de 1926-31 de agosto de 1928      |                              |                                      |
| XXXIII        | 1 de septiembre de 1928-31 de agosto de 1930      |                              |                                      |
| XXXIV         | 1 de septiembre de 1930-31 de agosto de 1932      |                              |                                      |
| XXXV          | 1 de septiembre de 1932-31 de agosto de 1934      |                              |                                      |
| XXXVI         | 1 de septiembre de 1934-31 de agosto de 1937      |                              |                                      |
| XXXVII        | 1 de septiembre de 1937-31 de agosto de 1940      |                              |                                      |
| XXXVIII       | 1 de septiembre de 1940-31 de agosto de 1943      |                              |                                      |
| XXXIX         | 1 de septiembre de 1943-31 de agosto de 1946      |                              |                                      |
| XL            | 1 de septiembre de 1946-31 de agosto de 1949      |                              |                                      |
| XLI           | 1 de septiembre de 1949-31 de agosto de 1952      |                              |                                      |
| XLII          | 1 de septiembre de 1952-31 de agosto de 1955      |                              |                                      |
| XLIII         | 1 de septiembre de 1955-31 de agosto de 1958      | Carlos R. Castillo Contreras | Partido Revolucionario Institucional |
| XLIV          | 1 de septiembre de 1958-31 de agosto de 1961      | José Eduardo Molina Castillo | Partido Revolucionario Institucional |
| XLV           | 1 de septiembre de 1961-19 de noviembre de 1963   | Luis Torres Mesías           | Partido Revolucionario Institucional |
| XLV           | 19 de noviembre de 1963-31 de agosto de 1964      | Juan de Dios Ancona F.       | Partido Revolucionario Institucional |
| XLVI          | 1 de septiembre de 1964-31 de agosto de 1967      | Fidelia Sánchez de Mendiburu | Partido Revolucionario Institucional |
| XLVII         | 1 de septiembre de 1967-31 de agosto de 1970      | Rubén Encalada Alonso        | Partido Revolucionario Institucional |
| XLVIII        | 1 de septiembre de 1970-31 de agosto de 1973      | Orlando Valencia Moguel      | Partido Revolucionario Institucional |
| XLIX          | 1 de septiembre de 1973-31 de agosto de 1976      | Víctor Cervera Pacheco       | Partido Revolucionario Institucional |
| L             | 1 de septiembre de 1976-31 de agosto de 1979      | Myrna Esther Hoyos Schlamme  | Partido Revolucionario Institucional |
| LI            | 1 de septiembre de 1979-31 de agosto de 1982      | Federico Granja Ricalde      | Partido Revolucionario Institucional |
| LII           | 1 de septiembre de 1982-16 de febrero de 1984     | Víctor Cervera Pacheco       | Partido Revolucionario Institucional |
| LII           | 16 de febrero de 1984-31 de agosto de 1985        | Vacante                      | Partido Revolucionario Institucional |
| LIII          | 1 de septiembre de 1985-31 de agosto de 1988      | Rodolfo Menéndez Menéndez    | Partido Revolucionario Institucional |
| LIV           | 1 de septiembre de 1988-12 de septiembre de 1990  | Ana Rosa Payán               | Partido Acción Nacional              |
| LIV           | 16 de abril de 1991-31 de octubre de 1991         | Miguel Ángel Díaz Herrera    | Partido Acción Nacional              |
| LV            | 1 de noviembre de 1991-22 de diciembre de 1993    | Luis Correa Mena             | Partido Acción Nacional              |
| LV            | 22 de marzo de 1994-31 de octubre de 1994         | Rafael Castilla Peniche      | Partido Acción Nacional              |
| LVI           | 1 de noviembre de 1994-31 de agosto de 1997       | Manuel Fuentes Alcocer       | Partido Acción Nacional              |
| LVII          | 1 de septiembre de 1997-26 de abril de 2000       | Orlando Paredes Lara         | Partido Revolucionario Institucional |
| LVII          | 26 de abril de 2000-18 de mayo de 2000            | José Manuel Alcocer García   | Partido Revolucionario Institucional |
| LVII          | 18 de mayo de 2000-31 de agosto de 2000           | Orlando Paredes Lara         | Partido Revolucionario Institucional |
| LVIII         | 1 de septiembre de 2000-31 de agosto de 2003      | Carlos Berlín Montero        | Partido Revolucionario Institucional |
| LIX           | 1 de septiembre de 2003-31 de agosto de 2006      | Roger Alcocer García         | Partido Revolucionario Institucional |
| LX            | 1 de septiembre de 2006-23 de febrero de 2007     | Joaquín Díaz Mena            | Partido Acción Nacional              |
| LX            | 27 de febrero de 2007-19 de abril de 2007         | Teresa Alcocer Gazca         | Partido Acción Nacional              |
| LX            | 19 de abril de 2007-23 de abril de 2009           | Joaquín Díaz Mena            | Partido Acción Nacional              |
| LX            | 23 de abril de 2009-30 de abril de 2009           | Teresa Alcocer Gazca         | Partido Acción Nacional              |
| LX            | 30 de abril de 2009-29 de mayo de 2009            | Joaquín Díaz Mena            | Partido Acción Nacional              |
| LX            | 29 de mayo de 2009-31 de agosto de 2009           | Vacante                      | Partido Acción Nacional              |
| LXI           | 1 de septiembre de 2009-31 de agosto de 2012      | Liborio Vidal Aguilar        | Partido Verde Ecologista de México   |
| LXII          | 1 de septiembre de 2012-31 de agosto de 2015      | William Sosa Altamira        | Partido Revolucionario Institucional |
| LXIII         | 1 de septiembre de 2015-31 de agosto de 2018      | Liborio Vidal Aguilar        | Partido Revolucionario Institucional |
| LXIV          | 1 de septiembre de 2018-31 de agosto de 2021      | Jesús Carlos Vidal Peniche   | Partido Verde Ecologista de México   |
| LXV           | 1 de septiembre de 2021-31 de agosto de 2024      | Sergio Chalé Cauich          | Partido Acción Nacional              |
| LXVI          | 1 de septiembre de 2024-31 de agosto de 2027      | Rocío Barrera Puc            | Movimiento Regeneración Nacional     |